# 垂花科
垂花科又称智利花科，有的直译为喜爱花科，只包括两属几种生长在智利南部的多年生草本植物，其中智利风铃草（Lapageria rosea）是智利的国花。
1981年的克朗奎斯特分类法将其分在百合科中，1998年根据基因亲缘关系分类的APG 分类法认为应该单独分出一个科。

## 属
- 垂花属 Philesia
- 智利风铃草属 Lapageria